# Џон Хана
Џон Дејвид Хана (енгл. John David Hannah; 23. април 1962) шкотски је позоришни, филмски и телевизијски глумац и продуцент.

## Биографија
Након дипломирања, Хана је наставио да учествује у позоришним представама, глумећи у кратким филмовима и телевизијским серијама, укључујући и неке главне улоге. Године 1994. у филму Четири венчања и сахрана, Џон је играо улогу Метјуа, што му је донело славу. Након прве занимљиве улоге, Џону је понуђено да игра манијака убицу у филму Истина или изазов. Такође је играо комичну улогу духовитог лопова и брата главне јунакиње Џонатана у Мумија (1999); исте године појавио се са Дензелом Вошингтоном у филму Ураган. Након тога је 2001. уследио наставак, Повратак мумије, са Ханом у истој улози. Године 1998. Џону је понуђено да игра улогу романтичара који цитира Монтија Пајтона у мелодрами Врата судбине. 2002. године, Хана се појавио као гостујући глумац у ТВ серијама Алијас (2001), Фрејжер (2002), Карневал (2002) и Агенти Шилда. 2006. године, Хана је такође глумио у драмским телевизијским серијама Нови закон улице и Хладнокрвно. 2008. године поновио је улогу Џонатана Карнахана у филму Мумија: Гробница Змаја Императора.
Године 2010. играо је улогу Квинта Лентула Батијата у историјској серији америчког кабловског канала Starz „Спартак: Крв и песак“, а затим у преднаставку „Спартак: Богови арене“.